# Abbaye de Kaufungen
L'abbaye de Kaufungen est une ancienne abbaye bénédictine à Kaufungen, dans le Land de Hesse et le diocèse de Fulda.

## Histoire
En mai 1017, Cunégonde de Luxembourg, l'épouse de l'empereur Henri II, décide de créer une abbaye sur le territoire de Kaufungen qu'elle recevra quand elle sera veuve, comme il en fut décidé en 1008. Selon Dithmar, cela vient d'une promesse alors qu'elle était gravement malade. Après la mort de son mari en 1024, Cunégonde se retire en simple nonne dans le nouveau couvent bénédictin, où elle meurt le 3 mars 1033.
Le 13 juillet 1025, l'église abbatiale commencée en 1018 est consacrée.
Le Vogt de l'abbaye de Kaufungen débute en 1024 avec Werner (de), comte de Maden (de).
Jusqu'en 1089, Kaufungen est une abbaye impériale puis Henri IV la place sous l'autorité du diocèse de Spire. Elle retrouve son indépendance au XIIe siècle. Elle est d'abord un Frauenstift sans femme ayant fait des vœux puis un couvent libre pour des femmes d'origine noble.
Au XVIe siècle, Guillaume II de Hesse intègre l'abbaye dans la congrégation de Bursfelde. En février 1509, les abbés de Corvey Franz von Ketteler (de) et de Bredelar Dietrich font une première visite apostolique au doyen Heinrich Ruland de Saint-Martin de Cassel (de) et l'abbé de Bursfelde (de) Heinrich Ohm. L'abbesse Elisabeth von Plesse et chanoinesses vont au nouveau couvent de Gehrden (de) qui appartient à la congrégation depuis 1474. Cependant, comme l'archevêque de Mayence Uriel von Gemmingen refuse d'accepter la nomination de la nouvelle abbesse Anna von der Borch (de), il ordonne une nouvelle visite. Elle a lieu en avril 1509. Le monastère devient alors membre de la congrégation, mais pas pour longtemps.
Après l'apparition de la Réforme dans la Hesse, le couvent est dissout en 1527, les sœurs s'en vont à Gehrden. En 1532, le lieu devient la propriété de Philippe de Hesse, en même temps que l'abbaye de Wetter.

## Architecture
L'église abbatiale de Kaufungen (de) est le plus important monument de la renaissance ottonienne dans le nord de la Hesse. Le chœur de la basilique d'origine romane achevée et consacrée en 1025 doit être consolidée après de graves dommages en 1175. À la fin du XIIIe siècle, la rénovation commence par une église-halle gothique. En 1422, on rénove la plupart des fenêtres et des tours et agrandit les murs dans un style gothique qui sont aussi peints. Après un incendie en 1564, l'église est agrandie, tandis que les plafonds en bois peints sont retirés. Le matroneum impérial est découvert en 1938.